# Изабелла де Клер, 4-я графиня Пембрук
Изабелла де Клер (англ. Isabel de Clare; ум. 1220) — англо-нормандская аристократка, 4-я графиня Пембрук (Стригойл) с 1185 года, дочь Ричарда де Клера, 2-го графа Пембрука, от брака с Ифе Мак Мурхада, принцессой Лейнстера, жена Уильяма Маршала.

## Биография
Отцом Изабеллы был англо-нормандский аристократ Ричард де Клер, известного под прозвищем «Стронгбоу» (Тугой лук). Он после смерти отца унаследовал графство Пембрук, однако после того как королём в 1154 стал Генрих II Плантагенет, он этот титул не подтвердил из-за того, что его отец был сторонником Стефана Блуасского. Более того, король взял под своё прямое управление Пембрук, а его нормандские владения были захвачены соратниками Генриха II ещё раньше. В итоге под управлением Ричарда находился только Стригойль в юго-восточном Уэльсе, поэтому фактически он был только феодальным бароном Стригойля. Он был одним из лидеров нормандского вторжения в Ирландию, завоевав там земли бывшего королевства Лейнстера и получил титул барона Лейнстера. Король признал за Ричардом данный титул; хотя он и отказался восстановить Ричарду титул графа Пембрука, но с этого момента он носил титул графа Стригойля. Он умер в 1176 году.
Матерью Изабеллы была Ифе Мак Мурхада, дочь Диармайта Мак Мурхада, короля Лейнстера, свергнутого верховным королём Ирландии Руайдри Уа Конхобайром.
Изабелла была единственной дочерью. У неё был старший брат, Гилберт де Клер, который формально был графом Стригойля, однако он умер в 1185 году подростком, так и не вступив в наследство отца, после чего наследницей владений и титулов оказалась Изабелла, став одной из богатейших невест Англии. Она получила титул графини Пембрук и Стригойля в своём праве (лат. suo jure). В её владении оказалось множество земель в Уэльсе и Ирландии, а также многочисленные замки, включая Пембрук. «История Уильяма Маршала» называет её «в высшей степени доброй, справедливой, мудрой, вежливой леди».
В 1189 году умер Генрих II, которого сменил на троне Ричард I Львиное Сердце, который в августе того же года выдал Изабеллу замуж за известного рыцаря Уильяма Маршала. Её руку Уильяму обещал ещё Генрих II. До брака Изабелла проживала в лондонском Тауэре, который находился под охраной Ранульфа де Гленвиля, юстициария Англии. После свадьбы, которая отмечалась в Лондоне «с должной пышностью и церемонией», они провели медовый месяц в Стоук д’Эберноне, принадлежавшим Ангеррану д’Эбернону.
Брак сделал Уильяма Маршала из безземельного рыцаря одним из богатейших людей в королевстве. Помимо Стригуля по праву своей жены, получил половину Лонгевилля в Нормандии, принадлежавшего ранее Жиффарам, а также некоторые поместья Жиффаров (включая Кавершем) в Англии. Кроме того, Изабелла предъявила права на завоёванный её отцом Лейнстер. Чтобы закрепить власть Уильяма Маршала в Южной Валлийской марке, ему была дана должность шерифа Глостера и хранителя леса Дин. Но графом Пембрука в собственном праве Уильям стал только в 1199 году.

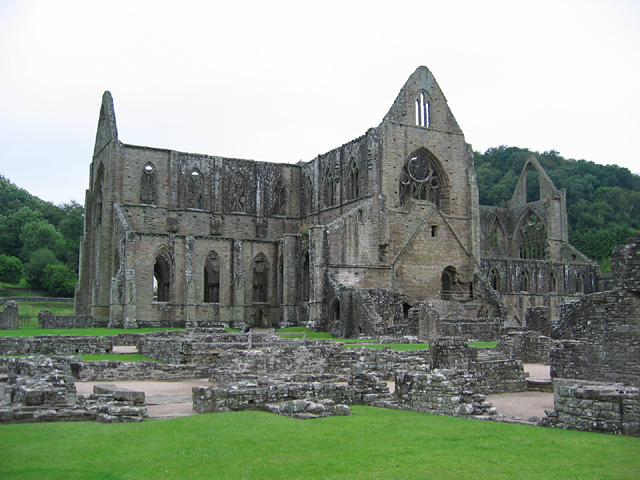
Тинтернское аббатство — место захоронения Изабеллы

Несмотря на разницу в возрасте, брак оказался счастливым, в нём родилось 5 сыновей и 5 дочерей. Вскоре после свадьбы Уильям и Изабелла отправились в Ирландию — в Олд-Росс, поселение в землях, в которых ранее правил дед Изабеллы, Диармайт Мак Мурхада. На берегу реки они основали портовый город, который получил название Нью-Росс.
В 1192 году Уильям и Изабелла начали восстанавливать замок Килкенни и город, которые были ранее повреждены во время восстания клана О’Брайен. Позже они основали рядом несколько аббатств.
Уильям Маршал умер в 1219 году. Изабелла пережила его на 10 месяцев и умерла в 1220 году. Её тело было захоронено в Тинтернском аббатстве.

## Брак и дети
Муж: с августа 1189 Уильям Маршал (ок. 1146 — 14 мая 1219), главный маршал с 1194, 1-й граф Пембрук с 1199. Дети:
- Уильям II Маршал (ок. 1190 — 6 апреля 1231), 2-й граф Пембрук и главный маршал Англии с 1219[8];
- Матильда (Мод) Маршал[англ.] (до 1195 — 1/7 апреля 1248); 1-й муж: до 1207 Хью Биго (ум. 11/18 февраля 1225), 3-й граф Норфолк с 1221; 2-й муж: до 13 октября 1225 Уильям IV де Варенн (1166 — 27 мая 1240), 6-й граф Суррей с 1202[8];
- Ричард Маршал (ум. 16 апреля 1234), 3-й граф Пембрук и главный маршал Англии с 1231[8];
- Гилберт Маршал (ум. 27 июня 1241), 4-й граф Пембрук и главный маршал Англии с 1234[8];
- Уолтер Маршал (после 1198 — 24 ноября 1245), 5-й граф Пембрук и главный маршал Англии с 1241[8];
- Ансельм Маршал (ум. 22/24 декабря 1245), 6-й граф Пембрук и главный маршал Англии с 1245[8];
- Изабелла Маршал (ум. 9 октября 1240); 1-й муж: с 9 октября 1214 или 1217 Гилберт де Клер (ок. 1180 — 25 октября 1230), 4/5-й граф Хартфорд и 7-й барон Клер с 1217, 1/5-й граф Глостер с 1218; 2-й муж: с 13 или 30 марта 1231 Ричард Корнуоллский (5 января 1209 — 2 апреля 1272), 1-й граф Корнуолл с 1227, король Германии с 1257[8];
- Сибилла Маршал (ум. до 1238); муж: до 14 мая 1219 Уильям де Феррес (ум. 28 марта 1254), 5-й граф Дерби с 1247[8];
- Ева Маршал (1200/1210 — до 1246); муж: Уильям де Браоз (ум. 2 мая 1230), барон Абергавенни[8];
- Джоанна Маршал (ум. до 1242); муж: Уоррен де Мюшенси (ум. 1255), лорд Сванскомби[8].